# Hausa (volk)

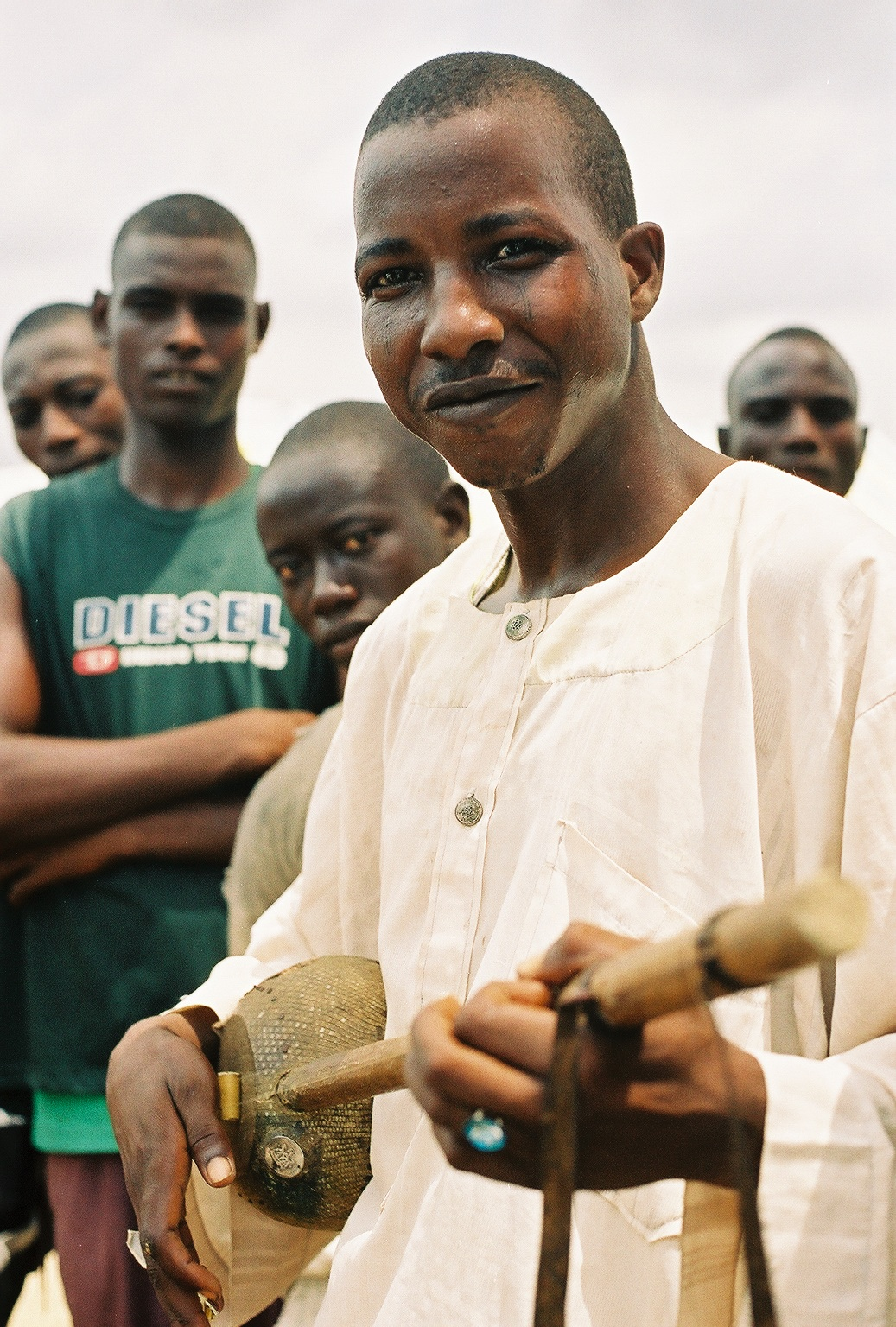
Hausa-musicus

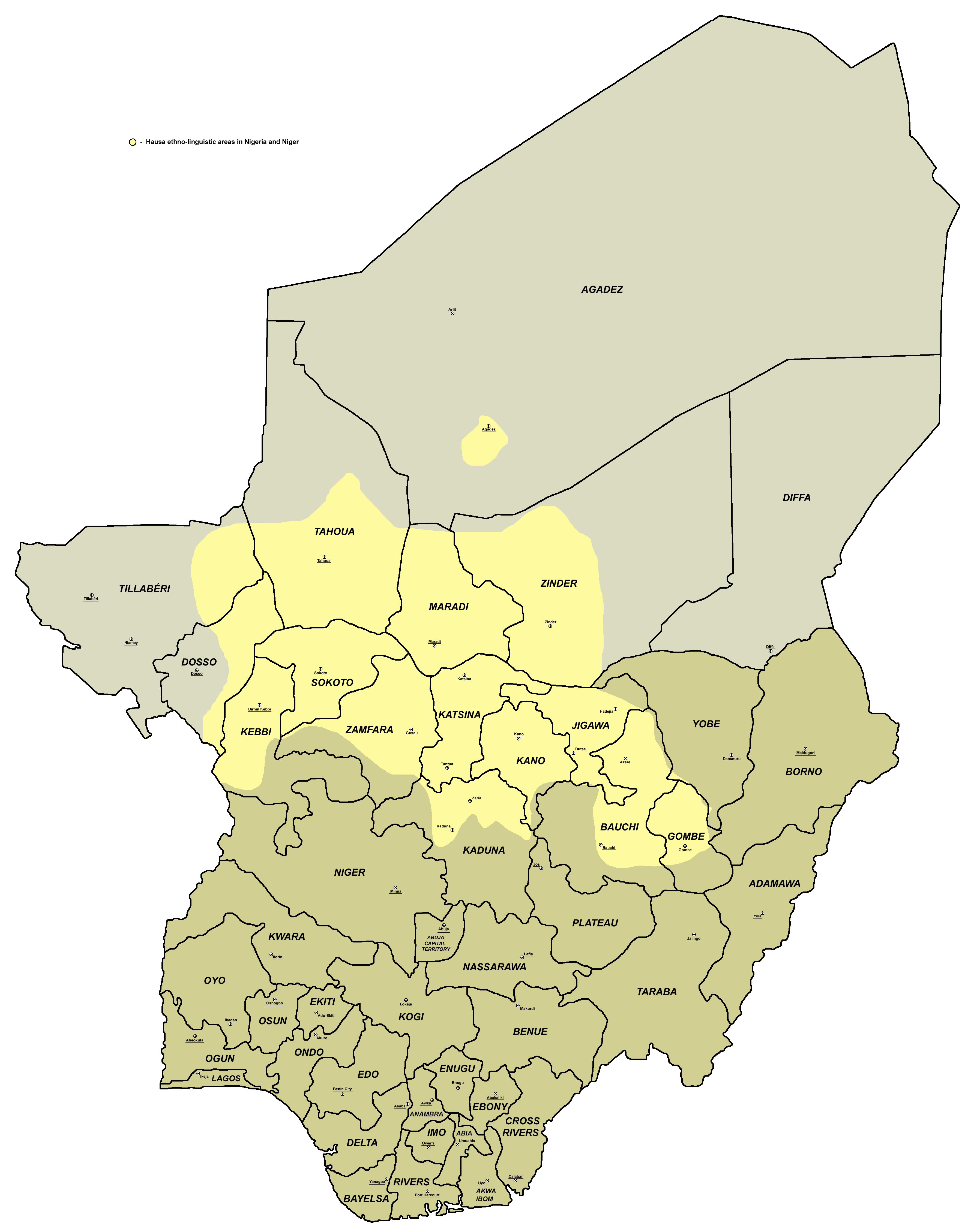
Gebieden in Niger en Nigeria waar Hausa wordt gesproken

De Hausa zijn een volk uit West-Afrika, dat tussen de 24 en 27 miljoen leden telt, waarvan ongeveer 21 miljoen in Nigeria. De taal van dit volk heet eveneens Hausa. De Hausa zijn meestal islamitisch, en leven van landbouw en handel.
Andere namen voor dit volk zijn Haussa, Haoussa, Adarawa, Adarawa Hausa, Arawa, Arewa, Fellata, Hausa Ajami, Hausa Fulani, Hausawa, Kurfei, Maguzawa, Soudie en Tazarawa.

## Verspreiding
Alleen al in Nigeria telt de bevolkingsgroep ongeveer 21 miljoen leden (18.525.000 in 1991 SIL). In Niger leven ongeveer 5.598.000 (5.000.000 in 1998) Hausa, ongeveer de helft van de gehele bevolking van dit land. Verder leven minderheden van verschillende grootte in landen in het noorden, westen en centrale deel van Afrika. De grootste hiervan zijn:
- Soedan (ca. 489.000[2] - 539.000[1]),
- Kameroen (ca. 23.500[2] - 238.000[1]),
- Ghana (ca. 202.000[1]),
- Tsjaad (ca. 158.000[1],
- Ivoorkust (ca. 108.000[1]),
- Benin (ca. 34.000[1]),
- Centraal-Afrikaanse Republiek (ca. 29.000[1]),
- Togo (ca. 14.000[1]),
- Equatoriaal-Guinea (ca. 11.000[1]),
- Algerije (ca. 9.000[1]),
- Gabon (ca. 8.400[1]),
- Congo-Brazzaville (ca. 8.100[1]),
- Gambia (ca. 7.300[1]),
- Burkina Faso (ca. 500[2] - 2.000[1]).

Naargelang de bron die wordt gebruikt telt het volk 24.162.000 tot 27.966.000 leden. Door de migratie naar Europa leven ook groepen Hausa in Europese landen, met name in Frankrijk en Duitsland.

## Geschiedenis
Het Hausavolk heeft een aantal stadstaten gehad in het noorden van Nigeria. Uit bronnen uit de vijftiende eeuw is het vroege bestaan bekend van kleine landbouweenheden in de regio enerzijds, en kleine steden anderzijds. De steden hadden ofwel een economische ofwel een religieuze functie. Hieruit kwamen versterkte steden tot ontwikkeling. Deze steden waren van een ander karakter dan de oudere stadjes, met name waren familiebanden er minder van belang in het bestuur. Zij hadden een directe invloed op de landbouwgebieden en steden rondom. De inwoners daar werden burgers van de stad, en de bestuurders van de stad werden leiders van de stadstaat. 
De Hausasteden hebben verscheidene invasies ondergaan, onder meer van de klassieke Sahelrijken Mali, Songhay, Bornu, en ten slotte het Fularijk.
De Hausa richtten zich historisch op de internationale handel. Als kooplui in diaspora hadden ze weinig banden met plaatselijke religies, zagen ze zich geconfronteerd met plaatselijke machthebbers, en soms met vijandigheid van de lokale bevolking. Zij vonden daarom al vroeg een bindmiddel in de islam, dat bovendien de goede trouw in de onderlinge betrekkingen bevorderde.
Er waren zeven kernsteden van de Hausa: Biram, Daura, Gobir, Kano, Katsina, Rano en Zaria.